# Château de Marigny-en-Orxois
Le château de Marigny-en-Orxois est un château situé à Marigny-en-Orxois, en France.

## Description

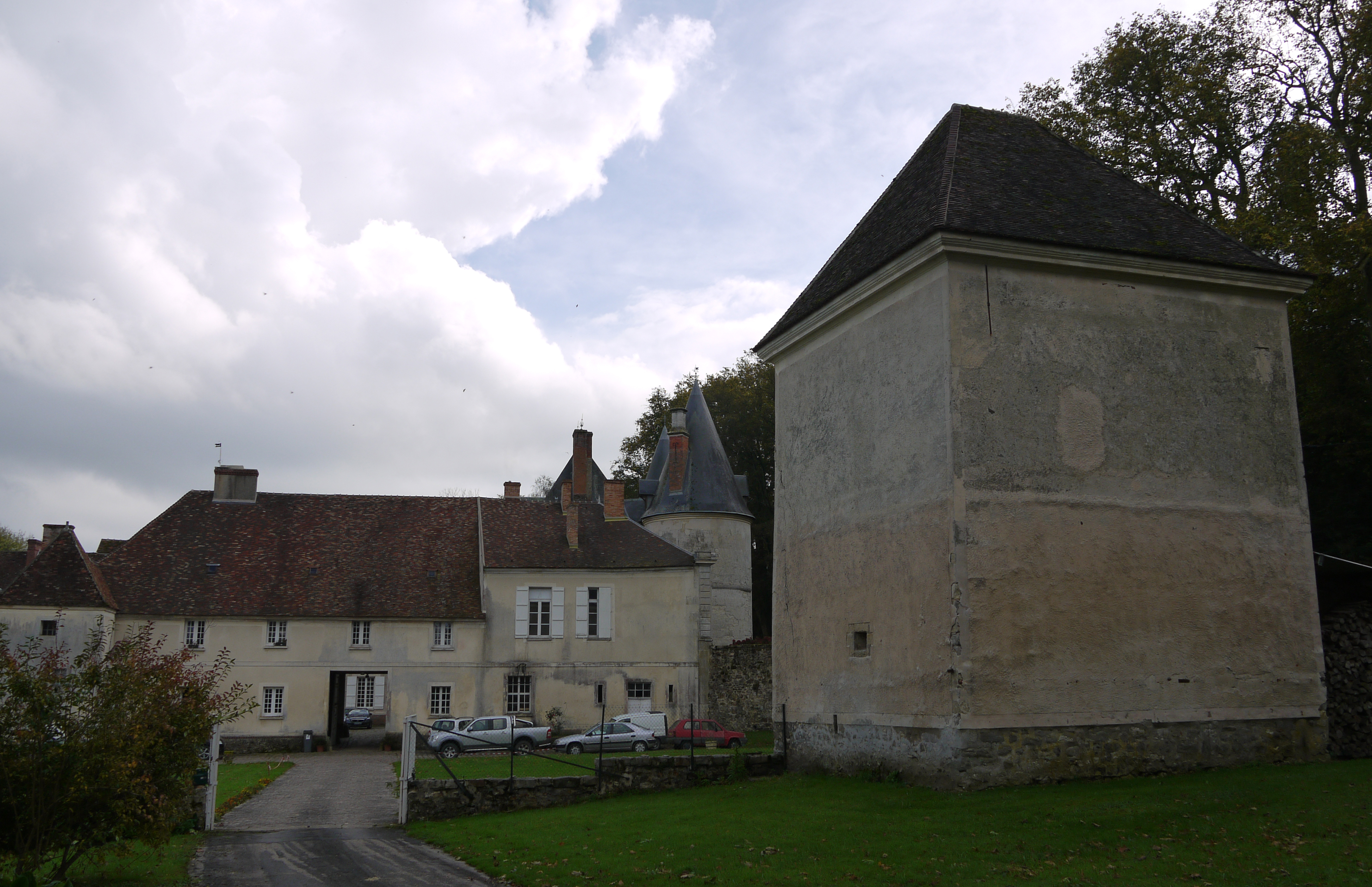

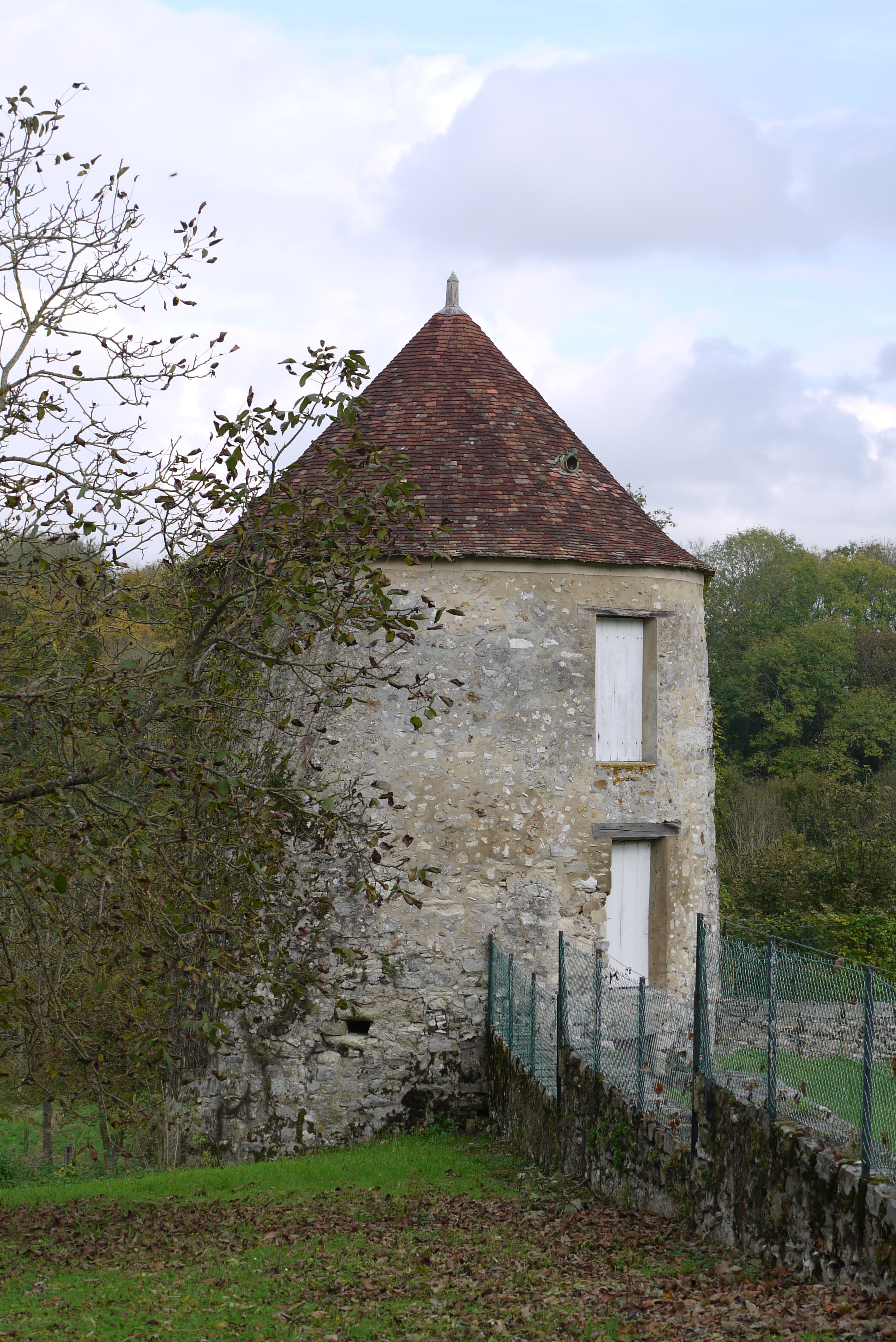

## Localisation
Le château est situé sur la commune de Marigny-en-Orxois, dans le département de l'Aisne.

## Historique
Le monument est inscrit au titre des monuments historiques en 2003.